# Gurdaspur (huyện)
Huyện Gurdaspur là một huyện thuộc bang Punjab, Ấn Độ. Thủ phủ huyện Gurdaspur đóng ở Gurdaspur. Huyện Gurdaspur có diện tích 3570 ki lô mét vuông. Đến thời điểm năm 2001, huyện Gurdaspur có dân số 2096889 người.